# Korfantów
Korfantów (allemand : Friedland in Oberschlesien) est une ville de Pologne, située dans le sud du pays, dans la voïvodie d'Opole. Elle est le siège de la gmina de Korfantów, dans le powiat de Nysa.

## Histoire
De 1743 à 1945, Friedland-en-Haute-Silésie fait partie de l'arrondissement de Falkenberg-en-Haute-Silésie dans le district d'Oppeln au sein de la province de Silésie.